# Cleora funesta
Cleora funesta là một loài bướm đêm trong họ Geometridae.